# Сільськогосподарський провулок (Одеса)
Сільськогосподарський провулок — вулиця в історичному центрі міста Одеса, від Пироговської до Семінарської вулиці.
Поштовий індекс Укрпошти — 65044.

## Історія
Колишній Семінарський провулок. Названо по Одеській духовній семінарії, ділянку під будівництво будинку якої на розі сусідніх Семінарської і Канатної вулиць було відведено в 1895 році. Нині в цій будівлі - Аграрний університет, що визначило сучасну назву провулка.

## Пам'ятки
Будинок №1 - Прибутковий будинок Маркова, пам'ятка архітектури та містобудування місцевого значення (1912, арх. Марков М. Л.) і щойновиявлена пам'ятка історії.